# Топілін Всеволод Володимирович

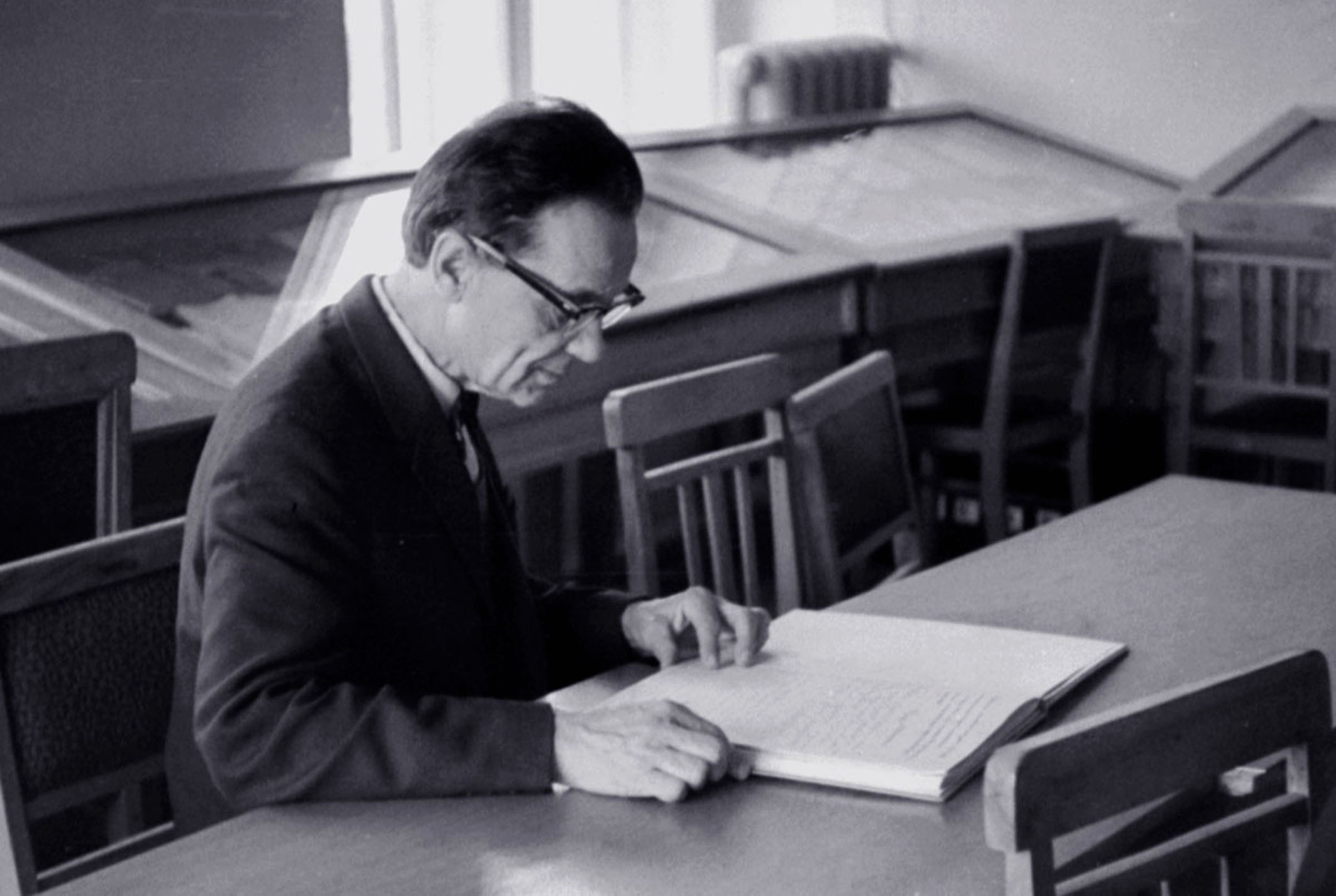
Всеволод Топілін (фото Ю.Щербініна, 1967.)

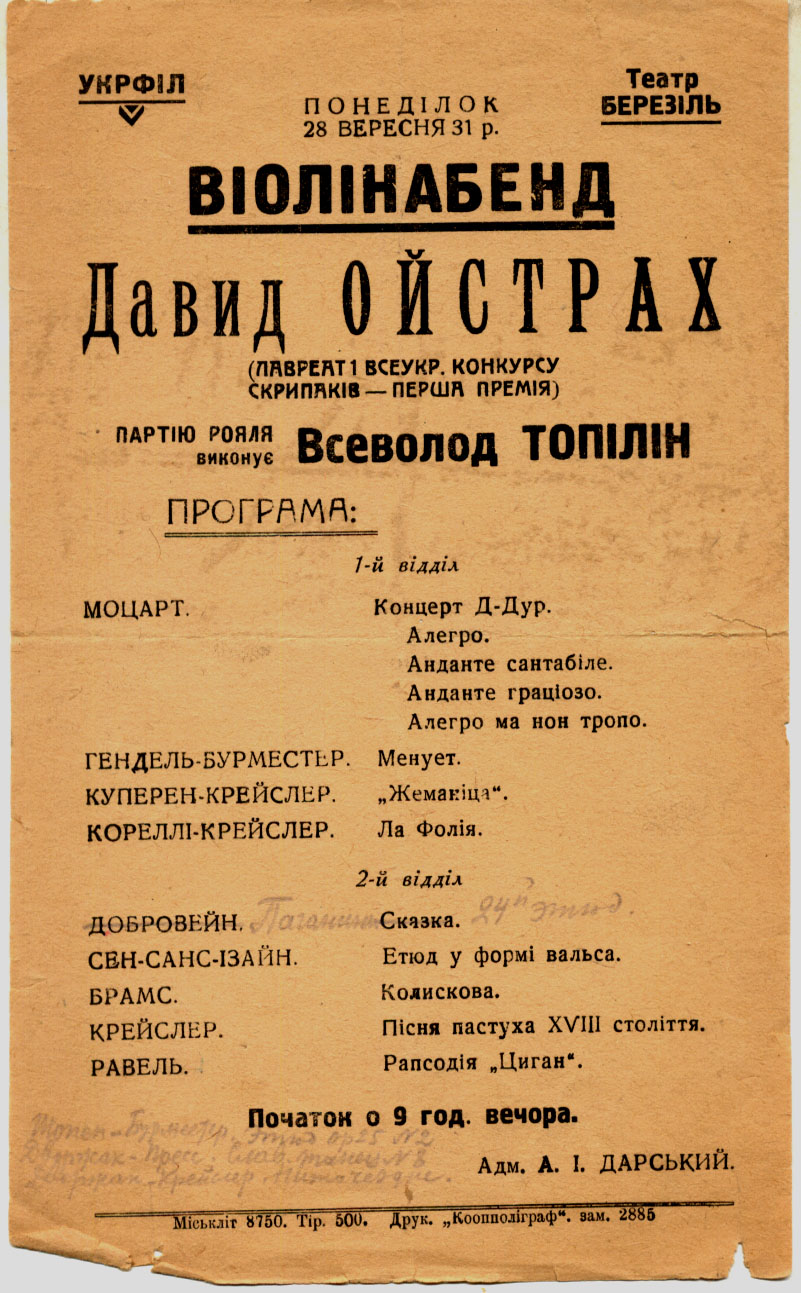
Афіша виступу з Д. Ойстрахом у Харкові в театрі «Березіль» 28 вересня 1931 року.

Всеволод Володимирович Топілін (1908, Янов, Люблінського повіту, Польща. — 1970, Київ.) — російський та український піаніст, педагог.

## Біографічні відомості
1924–1928 — вихованець Харківської консерваторії по класу фортепіано проф. П. К. Луценко
(1937 —.?..) — аспірант Московської консерваторії, товариш по навчанню С. Т. Ріхтера по класу фортепіано, потім асистент Г. Г. Нейгауза.
1929 — почав активну концертну діяльність. У 1930–1941 виступав переважно акомпаніатор Д. Ф. Ойстраха, а також часто виступав з М. Б. Полякіним, З. П. Лодій, французьким віолончелістом М.Марешалем та іншими. Неодноразово виступав з оркестром під керуванням Герберта фон Караяна, з яким його пов'язувала багаторічна творча дружба. Лауреат міжнародних конкурсів.
1941 — учасник московського ополчення, військовополонений, був викрадений в Німеччину.
1946 — після добровільного повернення в СРСР був репресований, засуджений до розстрілу, який був замінений на 10 років Колимських таборів (Ігарка, Озерлаг), де працював фельдшером.
1954–1956 — після звільнення викладав та концертував в Красноярську.
1956–1962 — викладав у Харківській консерваторії і в Харківській музичній десятирічці
1962–1970 — професор, завідувач кафедрою спеціального фортепіано Київської консерваторії.
1967–1968 — суміщав роботу в Києві і в Ростовському музично-педагогічному інституті, пізніше перетвореному в консерваторію.
Серед учнів: О. І. Вітовський, В. Г. Бойков, В. І. Кіпа та ін.